# Lillian Boyer
Pour les articles homonymes, voir Boyer.
Lillian Boyer (15 janvier 1901 - 1er février 1989) est une cascadeuse américaine qui a réalisé de nombreuses cascades aériennes, notamment de la marche sur les ailes, des transferts d'automobile à avion et des sauts en parachute entre 1921 et 1929.

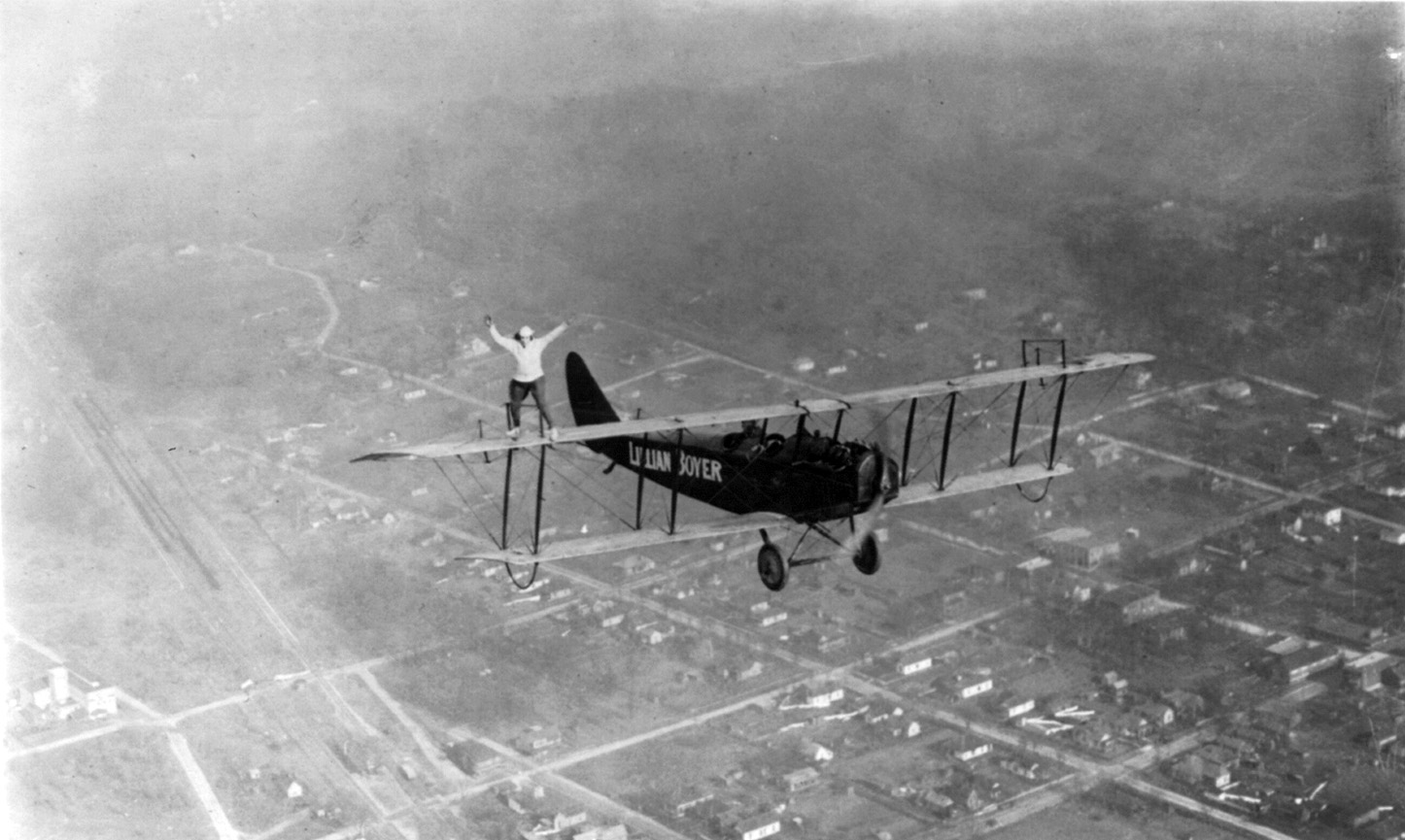
Lillian Boyer se tenant debout sur son avion.